# جوان یوسف
جوان یوسف (انگلیسی: Jwan Yosef؛ زادهٔ ۶ سپتامبر ۱۹۸۴) هنرمند و نقاش اهل سوئد با اصالت سوری است. وی از سال ۲۰۱۱ میلادی تاکنون مشغول فعالیت بوده‌است. تخصص او هنرهای پلاستیکی است و او در لندن زندگی می‌کند.

## آغاز زندگی و تحصیلات
او در رأس‌العین، از پدری کرد و مادری ارمنی به دنیا آمد.
خانوادهٔ او در دو سالگی به سوئد مهاجرت کردند و او در آنجا در زمینهٔ نقاشی در مدرسهٔ نقاشی پرنبی از سال ۲۰۰۴ تا ۲۰۰۶ تحصیل کرد. سپس به استکهلم رفت و در دانشگاه کنستفاک ادامهٔ تحصیل داد.

## زندگی شخصی
یوسف اصالتی کردی و ارمنی دارد و آشکارا همجنسگرا است. در آوریل سال ۲۰۱۶، زمانی که در مراسمی برای سازمان آمفار، سازمان تحقیقات ایدز شرکت می‌کرد، علناً اعلام کرد که از سال ۲۰۱۶ با خوانندهٔ پورتوریکویی، ریکی مارتین، در رابطه است. آنها در سال ۲۰۱۶ با یکدیگر ازدواج کردند. در ۳۱ دسامبر ۲۰۱۸، آنان از طریق اینستاگرام تولد دخترشان، لوسیا مارتین-یوسف را خبر دادند. در ژوئیه ۲۰۲۳، اعلام شد که مارتین و یوسف پس از شش سال زندگی مشترک از هم جدا شده‌اند.